# Nemopistha remipennis
Nemopistha remipennis är en insektsart som först beskrevs av Hermann Julius Kolbe 1900.  Nemopistha remipennis ingår i släktet Nemopistha och familjen Nemopteridae. Inga underarter finns listade i Catalogue of Life.